# Кельтские языки
Ке́льтские языки́ — ветвь родственных языков кельтов, входящая в состав индоевропейской языковой семьи.
Некогда на кельтских языках говорили на обширных территориях Западной и Центральной Европы, а также в малоазийском регионе Галатия; сейчас они сохраняются лишь на крайнем западе Европы: в Ирландии, Уэльсе, Бретани, Шотландии, Корнуолле и на Острове Мэн.
Подразделяются на континентальные и островные; первые можно назвать «древнекельтскими», а вторые — «новокельтскими». Все континентальные кельтские языки в настоящее время мертвы (бретонский относится к бриттским языкам, поэтому тоже считается островным).
Точное количество носителей в настоящее время неизвестно, однако может составлять от одного до трёх миллионов человек.
Все современные кельтские языки записываются с помощью латиницы; в прошлом некоторые из них могли записываться с помощью огамического письма.

## История

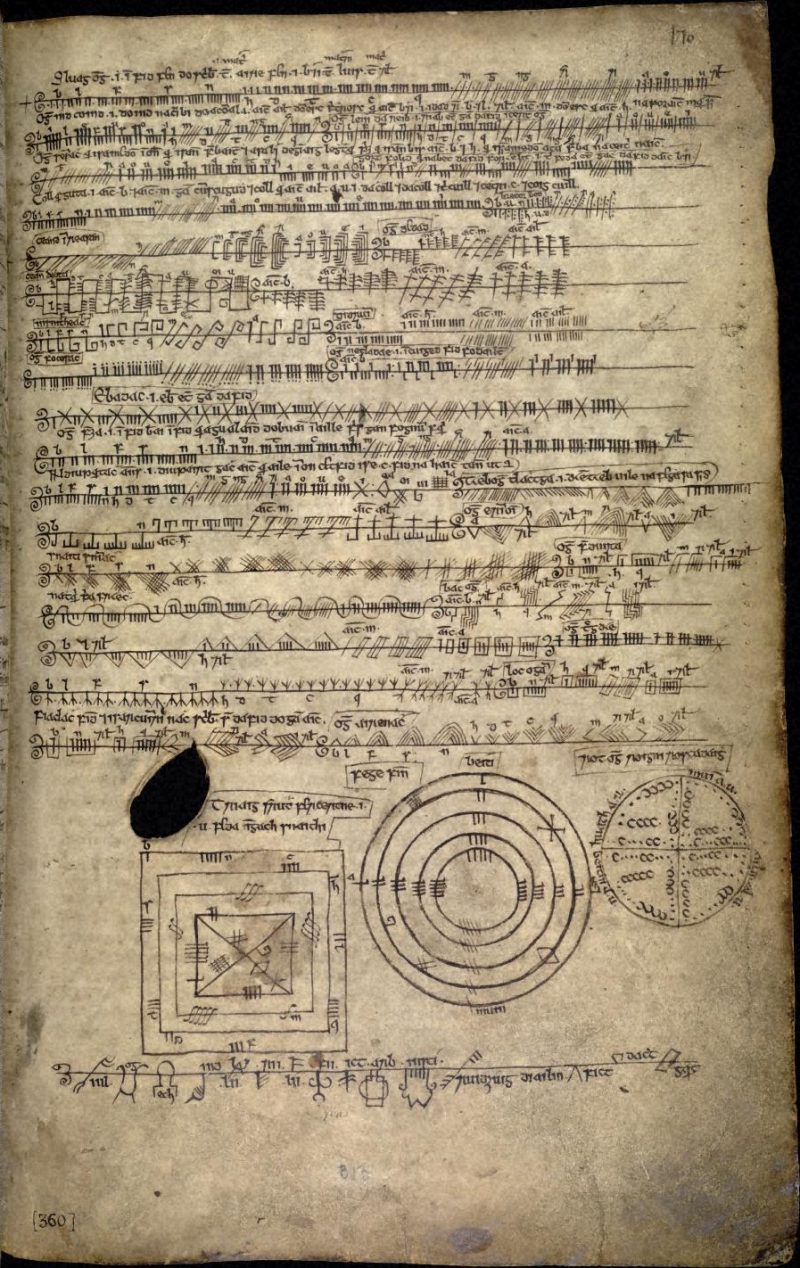
Пример записи огамическим письмом («Словарь учёного»)

Кельтские языки — одна из западных ветвей индоевропейской языковой семьи, близкая, в частности, к италийским и германским языкам. Тем не менее они, по всей видимости, в ходе своего развития не образовывали единства с другими языковыми группами, как иногда считалось ранее. Гипотеза кельто-италийского единства, выдвинутая французским лингвистом Антуаном Мейе, подвергается научной критике.
Распад общекельтского языка происходил, вероятно, в середине первого тысячелетия до нашей эры. Распад бриттской группы случился в VI—VIII вв. н. э., а гойдельской — XII—XIII вв. Распространение кельтских языков, как и кельтских народностей, в Европе связывается с распространением гальштаттской (VI—V вв. до н. э.), а затем латенской (2-я половина I тысячелетия до н. э.) археологических культур. Прародина кельтов находится, вероятно, в Центральной Европе между Рейном и Дунаем, однако расселились они очень широко: в 1-й половине I тысячелетия до н. э. они проникли на Британские острова, примерно в VII в. до н. э. — в Галлию, в VI в. до н. э. — на Иберийский полуостров, в V в. до н. э. они двинулись на юг, перешли через Альпы и достигли Северной Италии; наконец, к III в. до н. э. они дошли до Греции и Малой Азии.
О древних стадиях развития кельтских языков известно сравнительно немного: памятники тех времён весьма скудны и не всегда легко поддаются толкованию; тем не менее данные о кельтских языках (в особенности о древнеирландском) имеют большое значение при реконструкции индоевропейского праязыка.

## Языки

### Бриттские

#### Валлийский язык
- Древневаллийский язык † (VI—X вв.)
- Средневаллийский язык † (X—XII вв.)
- Валлийский язык (с XIII в.)

#### Бретонский язык
- Древнебретонский язык † (VI—XI вв.)
- Среднебретонский язык † (XII—XVII вв.)
- Бретонский язык

#### Корнский язык
- Древнекорнский язык † (VI—XI вв.)
- Среднекорнский язык † (XII—XVI вв.)
- Ранненовокорнский язык (XVII—XIX вв.)
- Корнский язык (с XX в.)

### Гойдельские
- Шотландский язык
- Мэнский язык

#### Ирландский язык
- Огамический ирландский язык † (II—IV вв.)
- Древнеирландский язык † (V—IX вв.)
- Среднеирландский язык † (X—XI вв.)
- Ирландский язык (c XII в.)

### Континентальные
Все эти языки относятся к мёртвым и документированы весьма плохо.
- Лепонтийский язык †
- Кельтиберский язык † (единственный из письменно засвидетельствованных испано-кельтских языков; отнесение к ним же лузитанского языка является спорным, так как свидетельств этого языка почти не сохранилось[3]).
- Галльский язык †[4]

## Классификация
Кельтские языки принято делить на «древнекельтские» и «новокельтские». К последним относятся ныне живые или, по крайней мере, не так давно исчезнувшие (возрождённые корнский и мэнский) островные кельтские языки. Это разделение имеет смысл не только хронологически, но и лингвистически: примерно в середине V в. н. э. случился ряд явлений, резко изменивших лингвистические черты кельтских языков, и именно с этого времени сохранились более-менее надёжные источники, позволяющие получить сведения об их развитии.
Относительно внутренней генеалогической классификации кельтских языков существует две главных гипотезы — островная и галло-бриттская.

### Островная гипотеза
Эта гипотеза предполагает, что главное разделение внутри кельтской ветви — на островные (бриттские и гойдельские) и континентальные языки. Действительно, эти языки отличаются от континентальных целым рядом черт, многие из которых выделяются внутри не только кельтских языков, но и всей индоевропейской семьи.
- Раннее отпадение (апокопа) конечного *-i.
- Порядок слов в предложении VSO (сказуемое—подлежащее—прямое дополнение).
- Противопоставление абсолютной (чаще всего в абсолютном начале предложения) и конъюнктной (после союзов, превербов и проч.) флексий.
- Лениция многих согласных — в частности, между гласными.
- Склоняемые предлоги (как в валл. iddo «ему», iddi «ей»).

Противники этой теории указывают на то, что многие из этих черт могут быть объяснены как ареальные либо субстратные, а данные континентальных кельтских языков не позволяют делать о них полностью уверенные выводы.

### Положение континентальных языков
Памятников континентальных языков, за исключением галльского, сравнительно немного: для лепонтийского это, в основном, эпиграфика, а для кельтиберского — таблички из Боторриты. Лишь для галльского материал сравнительно обширен, однако он, в целом, также не позволяет делать слишком определённых выводов.
Главная трудность при разборе материала континентальных языков заключается в том, что под ярлыком «галльский язык» могут скрываться весьма сильно различающиеся диалекты; вероятно, то же относится и к лепонтийскому. Не определёно и положение «галатского языка» в Малой Азии, сохранившегося, в основном, в ономастике и этнонимике. Данные, которые имеются, говорят о его близости галльскому, однако объём различий оценить нельзя.

### Галло-бриттская гипотеза
Сторонники этой гипотезы опираются главным образом на результаты развития пракельтского *kw, а также на свидетельства древних и средневековых авторов о том, что кельты Великобритании и Галлии могли понимать друг друга. Эта гипотеза предполагает, что первым от пракельтского языка отделился прагойдельский, затем отделились кельтиберский, лепонтийский и галло-бриттская подгруппа. Галло-бриттская гипотеза также подвергается весьма обоснованной критике.

### Q-кельтские и P-кельтские языки
Внутри кельтской семьи принято выделять несколько «диагностических признаков», отличающих одни языки от других. Так, пракельтский звук *kw в бриттских языках, в лепонтийском и отчасти в галльском дал *p, а в кельтиберском и гойдельских сохранился: ср. лепонтийск. -pe, кельтиберск. -kue «и» (лат. -que «и»); др.-ирл. énech, валл. wyneb «лицо».

## Лингвистическая характеристика
Древние кельтские языки (в первую очередь, континентальные) по своим лингвистическим чертам весьма близки к другим древним индоевропейским языкам, таким как латынь и древнегреческий. Новокельтские (островные), напротив, проявляют ряд особенностей, не встречающихся среди индоевропейских языков вообще. К основным особенностям кельтских языков можно отнести следующие:
- в кельтских языках может преобладать как аналитизм (современные валлийский, бретонский и др.), так и синтетизм (галльский, древнеирландский и др.);
- развитие сложных систем начальных чередований согласных (мутаций), получивших морфологическое значение (так, они могут являться показателем рода), наиболее значимыми из которых являются лениция (возникшая независимо в гойдельских и бриттских языках) и элипсис;
- появление склоняемых предлогов;
- наличие двух-трёх грамматических родов;
- противопоставление конъюнктной и абсолютной флексии в глаголе (была хорошо развита в древнеирландском, отмечаются её следы в ранних памятниках валлийского; в небольшой степени сохраняется в современных ирландском и шотландском);
- выделение от нуля до семи падежей (в частности, падежи были наиболее развиты в континентальных кельтских языках, а в современных бриттских они полностью исчезли);
- в области фонологии следует отметить развитие противопоставления по твёрдости/мягкости (подобного наблюдаемому в славянских языках) в гойдельских и отчасти в бретонском языке; богатую систему плавных в шотландском (до пяти фонем в диалектах); развитие противопоставления по глухости/звонкости у сонантов в валлийском языке;
- базовый порядок слов VSO (сказуемое — подлежащее — дополнение); в бриттских языках возможен строй OVS, в бретонском — SVO; в сложных предложениях обычен порядок слов SVO;
- наличие безличного спряжения в островных кельтских языках (данных по континентальным нет).

### Лексика
В лексике современных кельтских языков, кроме исконных индоевропейских слов, отмечается наличие заимствований из латинского и пришедших позднее заимствований из французского (в частности, в бретонском языке) и английского (во всех остальных). Ввиду подавляющего двуязычия носителей, количество заимствований из этих двух языков в настоящее время растёт. Отмечается также наличие скандинавских заимствований.
Есть и слова невыясненного происхождения, возможно, имеющие отношение к субстрату: к таковым относятся, например, пракельтские *brokkos «барсук», *mokkus «свинья» и валлийское torri «ломать».
Сравнение нескольких основополагающих слов на современных кельтских языках:
| Русский                                                     | Бриттские  | Бриттские  | Бриттские | Гойдельские | Гойдельские    | Гойдельские |
| Русский                                                     | Валлийский | Бретонский | Корнский  | Ирландский  | Шотландский    | Мэнский     |
| ----------------------------------------------------------- | ---------- | ---------- | --------- | ----------- | -------------- | ----------- |
| пчела                                                       | gwenynen   | gwenanenn  | gwenenen  | beach       | seillean       | shellan     |
| большой                                                     | mawr       | meur       | meur      | mór         | mòr            | mooar       |
| собака                                                      | ci         | ki         | ki        | madra, cú   | cù             | coo         |
| рыба (заимствовано из латыни в бриттские языки)             | pysgod(yn) | pesk       | pysk      | iasc        | iasg           | eeast       |
| полный                                                      | llawn      | leun       | leun      | lán         | làn            | lane        |
| дом                                                         | tŷ         | ti         | chi       | teach, tigh | taigh          | thie        |
| губа                                                        | gwefus     | gweuz      | gweus     | liopa       | bile           | meill       |
| четыре                                                      | pedwar     | pevar      | peswar    | ceathair    | ceithir        | kiare       |
| три                                                         | tri        | tri        | tri       | trí         | trì            | tree        |
| ночь                                                        | nos        | noz        | nos       | oíche       | oidhche        | oie         |
| молоко (вероятно, заимствовано в бриттские языки из латыни) | llaeth     | laezh      | leth      | bainne      | bainne         | bainney     |
| ты                                                          | ti         | te         | ty        | tú          | thu            | oo          |
| звезда                                                      | seren      | steredenn  | steren    | réalta      | reult, rionnag | rollage     |
| сегодня                                                     | heddiw     | hiziv      | hedhyw    | inniu       | an-diugh       | jiu         |
| зуб                                                         | dant       | dant       | dans      | fiacail     | fiacaill, deud | feeackle    |
| падать                                                      | cwympo     | kouezhañ   | kodha     | tit(im)     | tuit(eam)      | tuitt(ym)   |

## Контакты с носителями других языков
С самых древних времён кельтские языки вступали в контакт с носителями других языков Европы. Так, топонимика свидетельствует об очень широком распространении кельтов, вплоть до Балкан и запада Украины. Они одними из первых в Европе начали обрабатывать железо: так, германцы заимствовали слово «железо» (англ. iron, нем. Eisen) именно у кельтов (др.-ирл. iarann). Следы кельтского влияния прослеживаются и в баскском языке: так, например, баскское слово hartz «медведь», вероятно, происходит от кельтского art «медведь»; слово kai «порт, пристань» также является кельтским заимствованием.
Кельтский субстрат, по всей видимости, сыграл важную роль в развитии многих романских языков — например, французского и итальянского. Существует также мнение, что кельтский субстрат имел огромное значение для развития английского языка: кельтскому влиянию, в частности, принято приписывать появление в английском продолженных времён наподобие I am reading, ср. валл. Rydw i'n darllen, дословно: «Я есмь в чтении».
С другой стороны, иногда считается, что отличительные особенности островных кельтских языков, в свою очередь, возникли в условиях субстратного влияния со стороны языка докельтского населения Британских островов. Особенно популярна «хамитская гипотеза», согласно которой это были языки, родственные афразийским языкам, распространённым в Северной Африке и на Ближнем Востоке: она подкрепляется тем, что в этих языках наблюдаются многие из черт, присущих и кельтским языкам (порядок VSO, спрягаемые предлоги). Эта гипотеза была популярна в начале XX века; её отстаивали Гуго Шухардт и Джон Моррис-Джонс; в её защиту выступил Орин Генслер.
Сильнейшее влияние на кельтские языки оказала латынь: вначале как язык Римской империи (в областях, находившихся под властью римлян: Испании, Галлии, Британии), затем как язык Католической церкви, когда её влиянию через бриттскую латынь подверглась и Ирландия.
Начиная со Средневековья кельтские языки подвергались влиянию языков окружающих народов, а также «престижных» языков: так, валлийский и ирландский подверглись влиянию не только английского и скандинавского, но и старофранцузского языков. Скандинавское влияние весьма сильно ощущается в Шотландии и на острове Мэн. В Бретани преобладающее положение занимает французский, причём бретонский язык там даже не является официальным.
С другой стороны, усилившееся в последние десятилетия внимание к кельтской культуре привело к тому, что многие слова из кельтских языков, обозначающие чисто кельтские понятия (например, друид, кейли, клан), вошли во многие другие языки.

## Современное состояние
Подробнее см. статьи об отдельных языках
В настоящее время большинство носителей кельтских языков проживает в окраинных (наиболее западных и северных) областях Британских островов и в Бретани во Франции. Существуют и небольшие колонии в Америке: в частности, некоторое количество носителей валлийского языка проживают в Аргентине (Патагония), шотландского — в Канаде. Носители в основном сосредоточены в сельской местности и проживают компактно (в частности, области распространения ирландского и шотландского языков называются гэлтахтами).
Общее число носителей кельтских языков — от одного до трёх миллионов человек, однако для их подавляющего большинства языком повседневного общения являются другие (английский или французский). Единственной страной, где кельтский язык признан официальным, является Ирландия, однако — хотя и есть сведения, что общее число носителей ирландского языка составляет около 1,8 млн. человек, а также несмотря на то, что его преподавание является обязательным в школах — в повседневной жизни им пользуются только несколько десятков тысяч человек, преимущественно в удалённых сельских областях. Официальный статус кельтские языки имеют в Шотландии и Уэльсе, однако в Шотландии ситуация с распространением и действительным использованием языка примерно такая же, как в Ирландии, тогда как в Уэльсе валлийским в повседневной жизни пользуется шестая часть населения, правда, преимущественно в удалённых от экономических центров областях. Сравнительно благополучным является также положение бретонского языка в Бретани, где значительное число говорящих по-бретонски — носители языка, использующие его на постоянной основе дома. Мэнский и корнский языки, несмотря на попытки их возрождения, остаются в достаточно неблагополучном положении и имеют в настоящее время всего несколько тысяч говорящих.
Причины сложного положения кельтских языков такие же, как в случае с другими исчезающими языками: неизбежное в наше время двуязычие; давление более распространённых и используемых на государственном уровне языков межнационального общения с живой литературной традицией — английского и французского; длительный отток населения из сельской местности; глобализационные процессы. В частности, в Ирландии живёт больше людей, которые в обиходе пользуются иностранными языками, чем ирландским.